# Прапор Антрацита
Пра́пор Антраци́та — прапор міста Антрацита Луганської області. Затверджений 26 жовтня 2004 року рішенням сесії міської ради. 

## Опис
На прямокутному бірюзовому полотнищі з співвідношенням сторін 2:3 у верхній древковій частині щиток із гербом міста. Від зображення щитка до вільного краю проходять три горизонтальні смуги: жовта, зелена та червона.